# Bundesautobahn 83
Pour les articles homonymes, voir A83.
La Bundesautobahn 83 est le nom d'un projet de Bundesautobahn dans le Land de Bade-Wurtemberg puis dans le Land de Saxe.